# Vollenhove

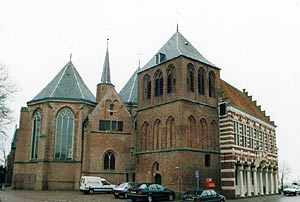
Kościół w Vollenhove, połączony z dawnym ratuszem

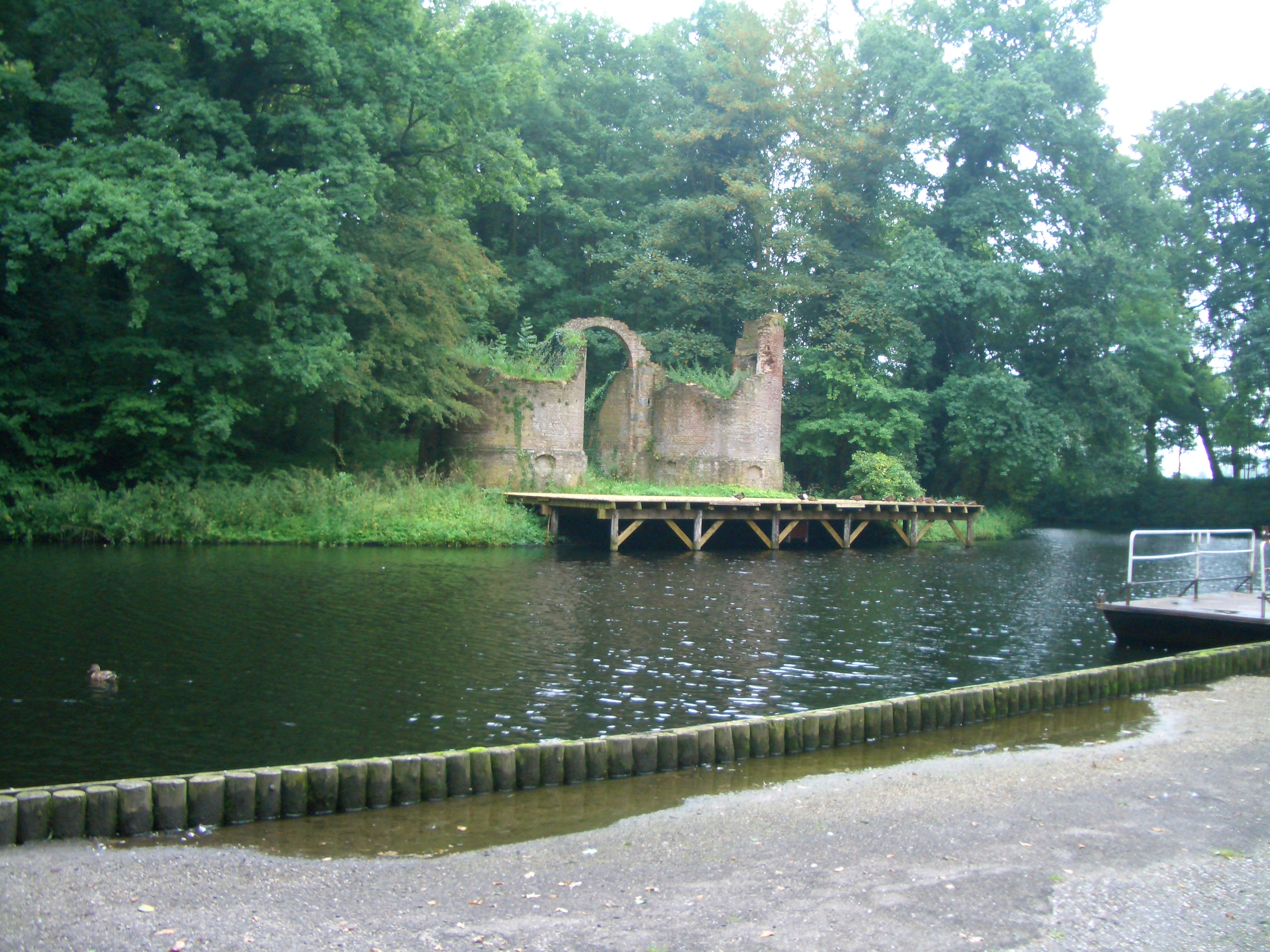
Ruiny biskupiego zamku Toutenburg

Vollenhove – miasto położone w prowincji Overijssel w Holandii. Dawniej na wybrzeżu IJsselmeer.
Miejscowość uzyskała prawa miejskie w 1354 roku. Przez wiele wieków Vollenhove było siedzibą biskupa Utrechtu, który rezydował w zamku Toutenburg, po którym do dziś zachował się fragment ruin. Obecność biskupa sprawiała, że miejscowość była zamieszkiwana przez szlachtę oraz duchowieństwo co zawdzięczało jej wysoki status wśród ówczesnych niderlandzkich miast.
Dziś Vollenhove jest znaną przystanią żeglugową, kanałami połączone z IJsselmeer. Co roku w ostatnią sobotę sierpnia odbywa się tu pokaz wielkich platform udekorowanych kwiatami - Corso Vollenhove.